# Vilhelm Koren
Vilhelm Koren (* 1921 in Kvikne, Norwegen; † 10. November 2016 in London, Großbritannien) war ein norwegischer Industriedesigner. Koren arbeitete einige Jahre für den britischen Automobilhersteller Rolls-Royce; danach war er in erster Linie als Möbeldesigner tätig.

## Biografie

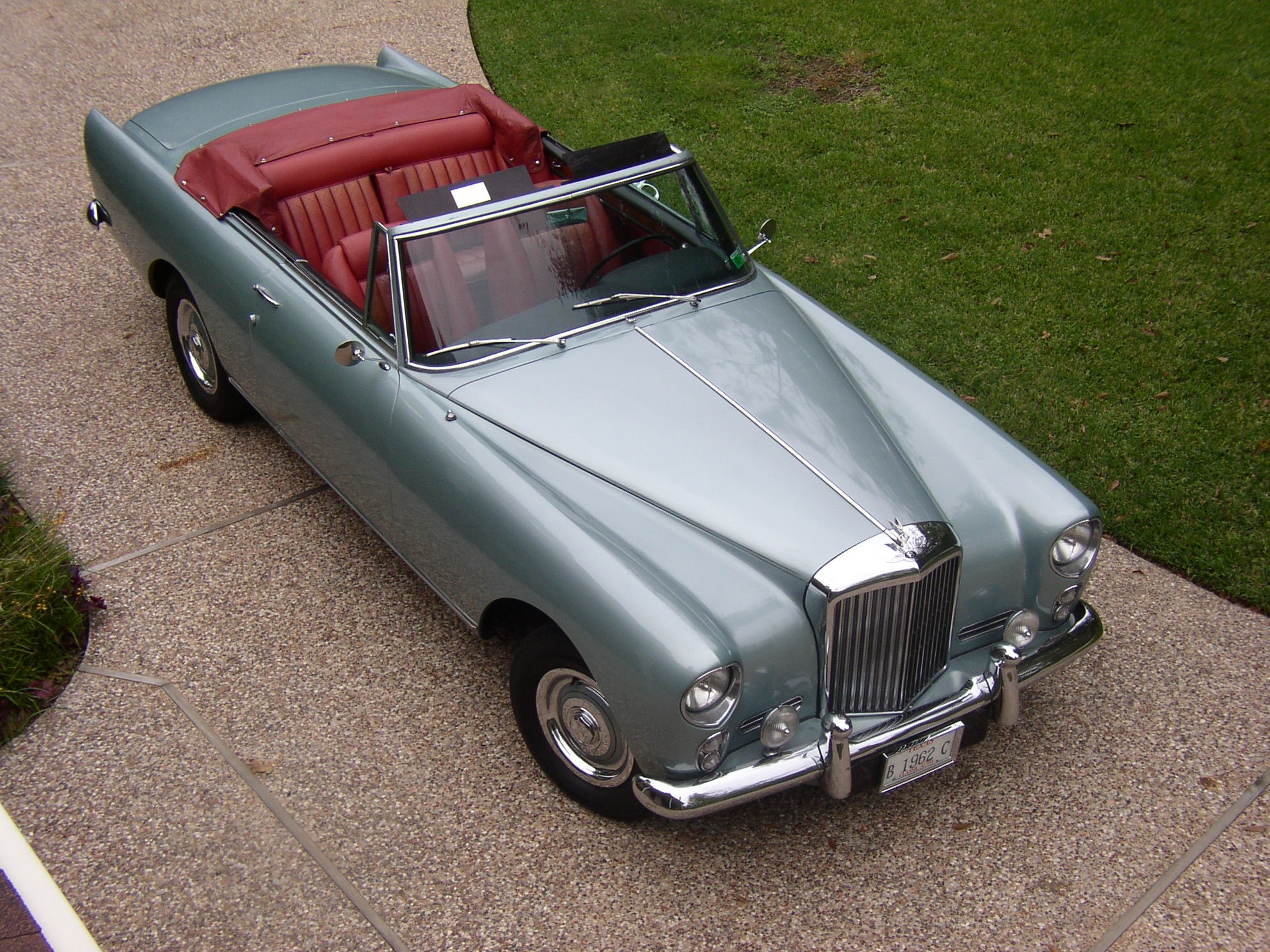
Von Vilhelm Koren entworfen: Bentley S2 Continental Park Ward

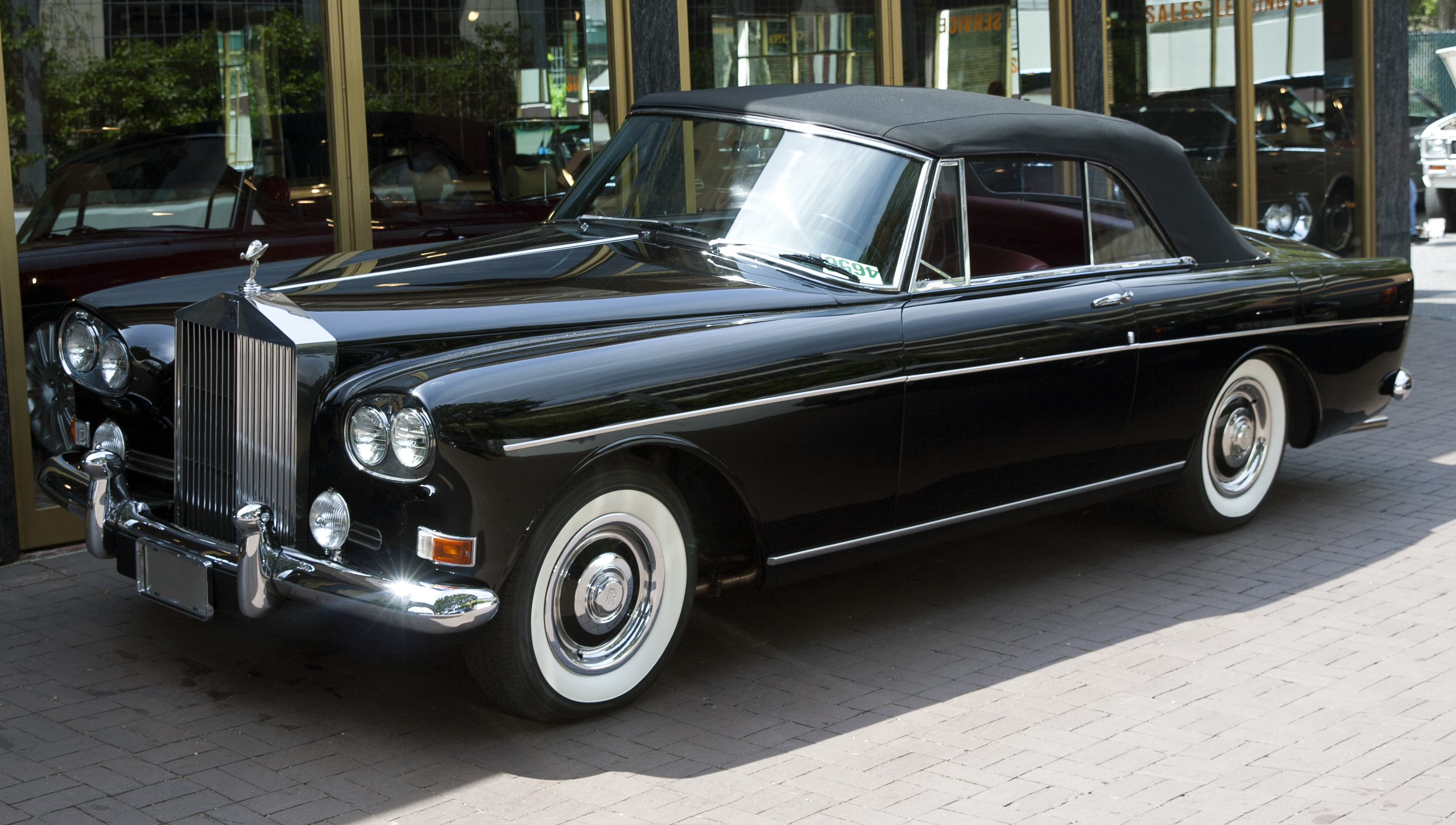
Rolls-Royce-Version des Koren-Entwurfs: Silver Cloud III Drophead Coupé Mulliner Park Ward (1966)

Koren wurde in der Gemeinde Kvikne in der südnorwegischen Provinz Hedmark geboren. Seine Geschwister und er wurden überwiegend von der Mutter großgezogen, weil der Vater, ein Bergbauingenieur, über längere Zeiträume in Minenprojekten in Tansania tätig war. Nach der Scheidung der Eltern lebte Koren bei seinem Großvater in Kristiansand. Nach einer anderen Quelle wuchs er in Kenia auf.
1940 begann Koren eine Ausbildung an der Statens Håndverks- og Kunstindustriskole (Staatliche Handwerks- und Kunstindustrieschule) in Oslo, die er 1941 kriegsbedingt abbrach. Nach der Besetzung Norwegens durch die deutsche Wehrmacht floh Koren über Schweden, die Sowjetunion, Persien, Indien und Kenia nach Großbritannien und schließlich nach Island. Nach dem Ende des Zweiten Weltkriegs lebte Koren einige Jahre in der Schweiz, wo er sich als Illustrator durchschlug. Er zeichnete unter anderem Automobile. Aufgrund seiner Automobilskizzen erhielt er zu Beginn der 1950er Jahre die Zulassung zur Academy of Industrial Design in London, wo er eine Ausbildung zum Industriedesigner absolvierte. 1957 schloss er die Ausbildung ab. Er graduierte über Automobildesign. Seine Abschlussarbeit war der Entwurf eines Shooting Brake auf der Basis eines Jaguar XK 140.
Von 1957 bis 1961 arbeitete Koren als Designer bei Rolls-Royce in Crewe. Hier entwarf er eine Cabriolet-Karosserie für die Park-Ward-Version des Bentley S2 Continental, die bis 1962 in einer Kleinserie von 125 Exemplaren hergestellt wurde. Der S2 Continental zeichnete sich durch eine für seine Zeit außergewöhnliche Schlichtheit aus. Dieses Modell und sein Nachfolger S3 Continental mit seinen „Chinese Eyes“ genannten schräg positionierten Doppelscheinwerfern, von dem es auch eine Rolls-Royce-Version gab, werden gemeinhin zu den schönsten und begehrtesten Bentley- und Rolls-Royce-Fahrzeugen der Nachkriegszeit gezählt. Der Bentley wird in Fachkreisen auch „Koren-Continental“ genannt. Dieser Entwurf war die einzige Arbeit Korens im Automobilbereich, die in die Serienfertigung einging. Daneben arbeitete er an einigen Rolls-Royce-Projekten, die frühzeitig aufgegeben wurden.
Ab 1963 unterrichtete Koren Möbeldesign am Royal College of Art in London. Daneben arbeitete er als selbständiger Designer und beschäftigte sich unter anderem mit dem Umbau alter Häuser. Als John Blatchley, der langjährige Designchef bei Rolls-Royce, 1969 in Ruhestand ging, bemühte er sich, Koren als seinen Nachfolger zu gewinnen. Koren lehnte allerdings ab, weil er seinen Londoner Lebensstil nicht gegen ein Leben in der englischen Provinz eintauschen wollte.
Koren war über 30 Jahre lang ein Sufi. Er starb 95-jährig am 10. November 2016 in London.